# گرته راسک
مارگارت پی. راسک (انگلیسی: Grethe Rask؛ 1930 – ۱۲ دسامبر ۱۹۷۷) که بیشتر با نام گرته راسک شناخته می‌شود، پزشک و جراح دانمارکی بود که در زئیر (کنونی: جمهوری دموکراتیک کنگو) فعالیت می‌کرد. پس از تأسیس بیمارستان خود در روستای ابومومبازی در سال ۱۹۷۲، در سال ۱۹۷۵ به بیمارستان صلیب سرخ دانمارک در کینشاسا منتقل شد. او در سال ۱۹۷۷ پس از بروز علائم یک بیماری عفونی ناشناخته که بعدها مشخص شد ایدز است، به دانمارک بازگشت. در ژوئن ۱۹۸۱، مرکز کنترل بیماری آمریکا (CDC) بیماری ایدز را به رسمیت شناختند. راسک یکی از اولین غیرآفریقایی‌ها - همراه با آروید نوئه و رابرت ریفورد - و اولین زن شناخته‌شده‌ای بود که بر اثر عوارض مرتبط با ایدز درگذشت.

## سال‌های اولیه و فعالیت در زئیر (۱۹۳۰–۱۹۷۴)
راسک در سال ۱۹۳۰ در شهر تیستد دانمارک متولد شد. او در سال ۱۹۶۴ برای مدت کوتاهی در زئیر به طبابت پرداخت، اما برای آموزش جراحی معده و بیماری‌های گرمسیری به اروپا فراخوانده شد. از سال ۱۹۷۲ تا ۱۹۷۷، ابتدا در یک بیمارستان محلی کوچک در شهر ابومومبازی زئیر و سپس از سال ۱۹۷۵ به عنوان جراح ارشد در بیمارستان صلیب سرخ دانمارک در کینشاسا مشغول به کار شد.
به احتمال زیاد اولین مواجهه او با ویروس HIV در سال ۱۹۶۴ اتفاق افتاد. ایب بیگ‌بیورگ، پزشک متخصص بیماری‌های مسری و دوست و همکار راسک، در نامه‌ای به نشریه لنست در سال ۱۹۸۳ نوشت: «او [راسک] در حین کار به عنوان جراح در شرایط ابتدایی، قطعاً در معرض تماس شدید با خون و ترشحات بیماران آفریقایی قرار گرفته است.»

## بیماری و مرگ (۱۹۷۵–۱۹۷۷)
از اواخر سال ۱۹۷۴، راسک علائم ایدز را نشان داد که شامل اسهال، تورم غدد لنفاوی، کاهش وزن و خستگی شدید بود. اگرچه این علائم پس از درمان‌های دارویی در سال ۱۹۷۵ به‌طور موقت بهبود یافتند، اما بعدها به‌طور قابل توجهی تشدید شدند.
در ژوئیه ۱۹۷۷، پس از یک تعطیلات در آفریقای جنوبی، او دیگر قادر به تنفس نبود و به اکسیژن کپسولی وابسته شد. او به دانمارک بازگشت، جایی که آزمایش‌ها در بیمارستان ریگشوسپیتالت کپنهاگ نشان داد که او به چندین عفونت فرصت‌طلب از جمله استافیلوکوکوس اورئوس (عفونت استاف)، کاندیدیازیس (عفونت مخمری) و پنومونی پنوموسیستیس جیرووسی (PCP، یک عفونت قارچی ریه که قبلاً به نام پنومونی پنوموسیستیس کارینی شناخته می‌شد) مبتلا شده است.
آزمایش‌ها همچنین نشان داد که تعداد سلول‌های T راسک تقریباً به صفر رسیده و سیستم ایمنی او به شدت تضعیف شده است. در آن زمان، پزشکان معالج او هیچ توضیحی برای پیشرفت بیماری‌اش نداشتند، اما با گذشت زمان، مورد او به عنوان یکی از اولین موارد ثبت‌شده ایدز خارج از آفریقا شناخته شد.
پس از آزمایش‌های متعدد و درمان‌های ناموفق، او در نوامبر ۱۹۷۷ به خانه خود در یک کلبه کنار فورد بازگشت تا روزهای آخر را در آنجا سپری کند. کارن استرانبی تامسن از او مراقبت می‌کرد. در دسامبر، او برای انجام آزمایش‌های بیشتر به بیمارستان فراخوانده شد و به ریگشوسپیتالت کپنهاگ بازگشت، جایی که تا زمان مرگش در ۱۲ دسامبر ۱۹۷۷ بر اثر پنومونی پنوموسیستیس جیرووسی ناشی از ایدز در آنجا بستری بود. در سال ۱۹۸۴، خون او در دانمارک از نظر HIV آزمایش شد که نتیجه منفی بود. در سال ۱۹۸۷، نمونه خون او به ایالات متحده ارسال شد و با دو سیستم مختلف آزمایش شد. هر دو آزمایش وجود HIV را در خون او تأیید کردند.